# 1577 Reiss
1577 Reiss (1949 BA) là một tiểu hành tinh vành đai chính được phát hiện ngày 19 tháng 1 năm 1949 bởi L. Boyer ở Algiers.